# فرانسیسکو سولانو لوپز
فرانسیسکو سولانو لوپز (اسپانیایی: Francisco Solano López‎؛ ۲۴ ژوئیهٔ ۱۸۲۷ – ۱ مارس ۱۸۷۰) دومین رئیس‌جمهور پاراگوئه از سال ۱۸۶۲ تا ۱۸۷۰ و پسر کارلوس آنتونیو لوپز رهبر و اولین رئیس جمهور پاراگوئه بود. وی در نبرد سرو کورا که در جریان جنگ پاراگوئه رخ داده بود کشته شد که باعث شکست این کشور از اتحاد سه‌گانه برزیل، آرژانتین و اروگوئه شد.